# لی شیائویونگ
لی شیائویونگ (انگلیسی: Li Xiaoyong؛ زادهٔ ۲۸ نوامبر ۱۹۶۹) بازیکن بسکتبال اهل چین بود. وی در بازی‌های المپیک تابستانی ۱۹۹۶ و ۲۰۰۰ شرکت کرده‌است.